# Mai-Revolution

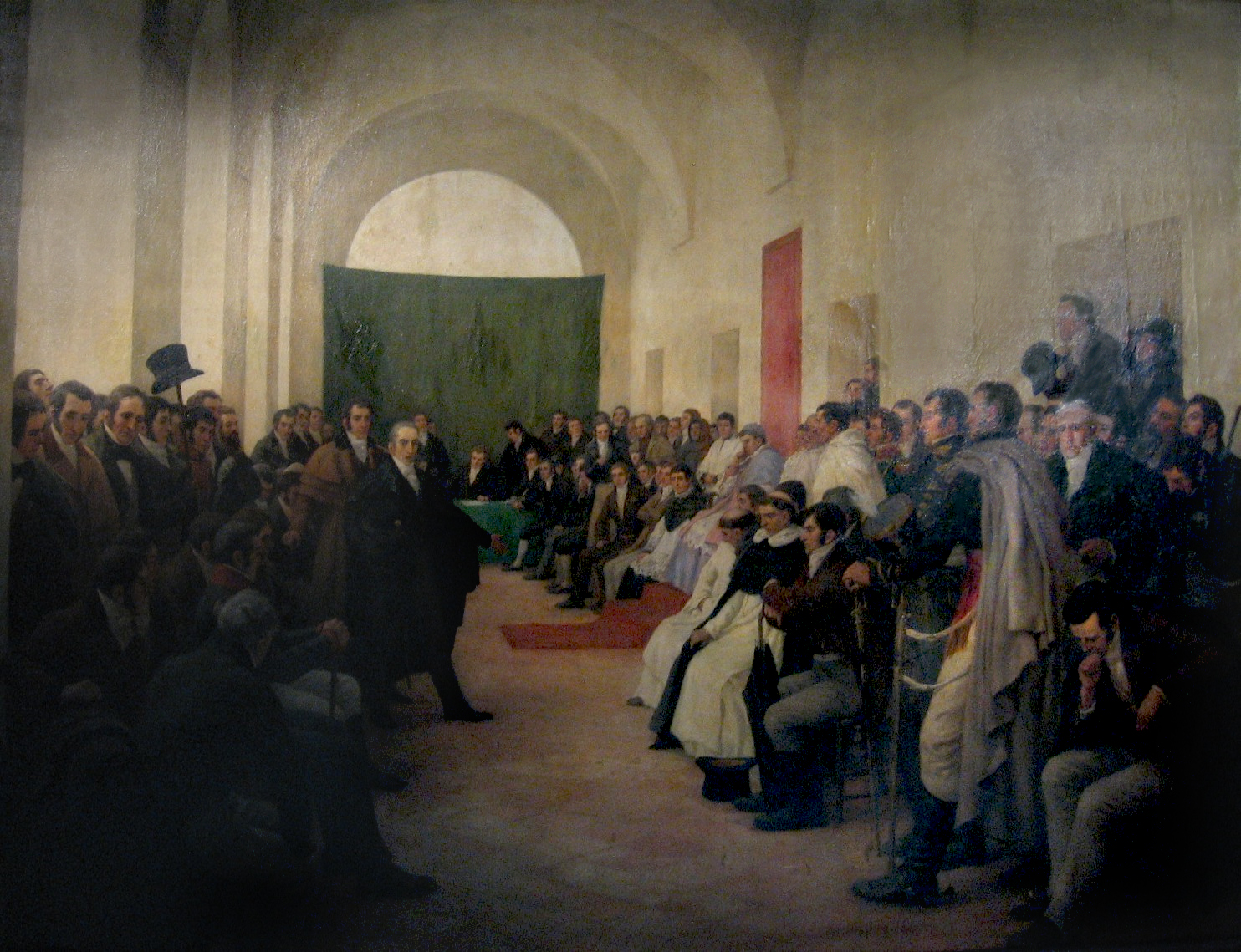
Der Cabildo abierto vom 22. Mai

Der Begriff Mai-Revolution (spanisch: Revolución de Mayo) bezeichnet eine Serie von Ereignissen im Mai des Jahres 1810 auf dem Gebiet des damaligen Vizekönigreichs des Río de la Plata mit dem Zentrum der Ereignisse in der Stadt Buenos Aires. Die Mai-Revolution gipfelte in der Errichtung der ersten von der spanischen Krone unabhängig gebildeten Regierung des Staates, der sich sechs Jahre nach der Mai-Revolution als vom Mutterland unabhängig erklärte und heute den Namen Argentinien trägt. 
In den Umsturz involviert waren in erster Linie Menschen mit spanischer Herkunft aus der oberen Mittelschicht und Oberschicht Buenos Aires’. Im Zuge der Mai-Revolution kam es zu keiner großen Gewaltausübung; die Bezeichnung der Ereignisse als „Revolution“ betont vor allem den Wechsel des Regierungssystems, in dessen Folge sich Buenos Aires nicht mehr Entscheidungen beugen musste, welche die spanische Verwaltung in ihrem Namen aufstellte.
Die Plaza de Mayo im Zentrum von Buenos Aires wurde nach diesen Ereignissen benannt. 1910 fand anlässlich des hundertsten Jahrestages die Exposición Internacional del Centenario statt. Der 25. Mai, an dem die autonome Regierung ihre Arbeit aufnahm, ist heute argentinischer Nationalfeiertag.